# 甲基丙烯酸异氰基乙酯
甲基丙烯酸异氰基乙酯是一种异氰酸酯，分子式C7H9NO3，常温常压下为液体，有剧毒，可灼伤眼睛和皮肤，在树脂合成中用作交联剂。